# Jüdischer Friedhof (Tecklenburg)

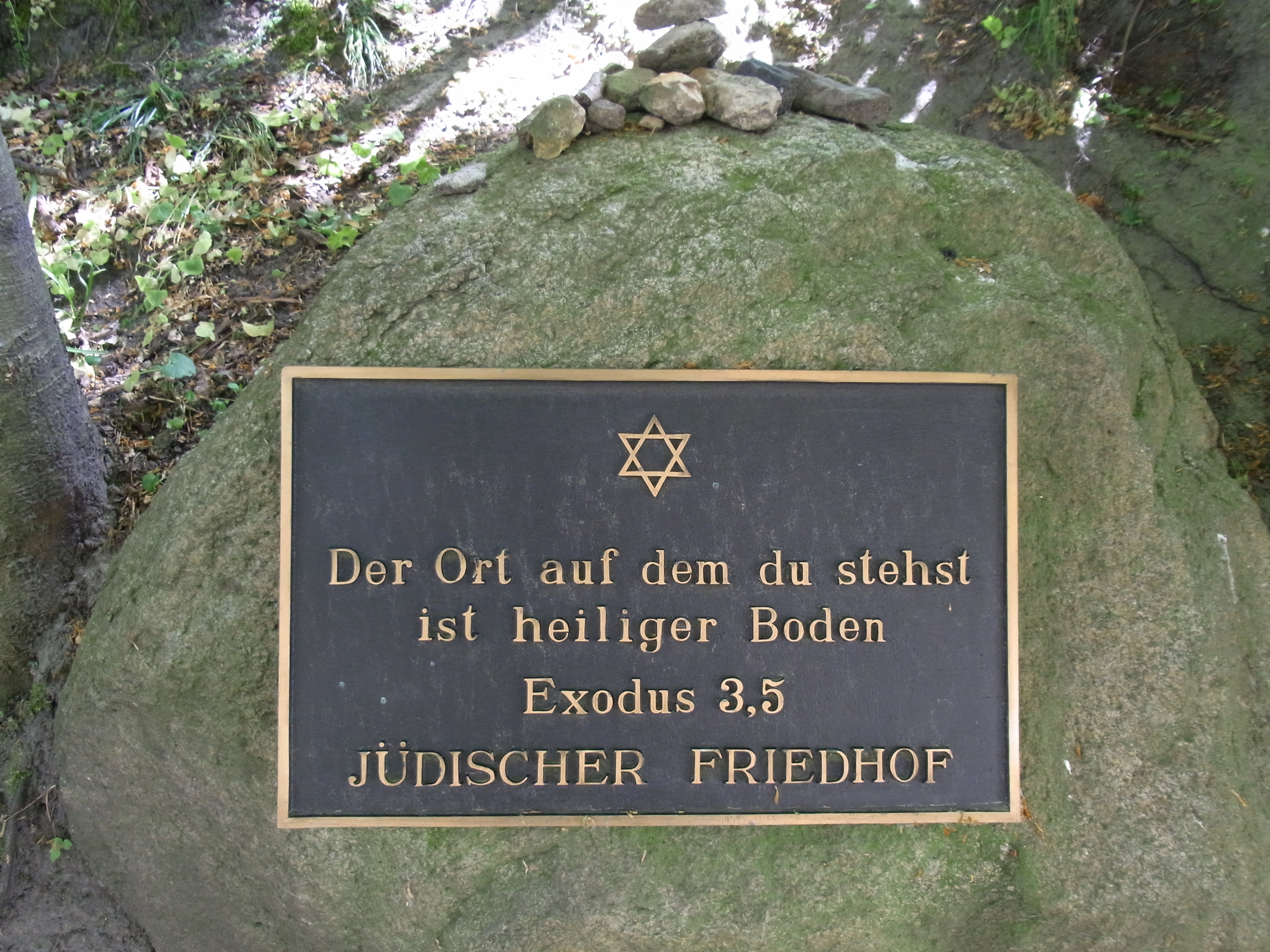
Gedenkstein auf dem jüdischen Friedhof

Der Jüdische Friedhof Tecklenburg lag in der Stadt Tecklenburg im Kreis Steinfurt in Nordrhein-Westfalen. Auf dem jüdischen Friedhof in der Jahnstraße sind keine Grabsteine erhalten. Als Belegungszeit wird „ca. Mitte 19. Jahrhundert“ angegeben. Darüber hinaus gibt es einen „Hinweis, der die Einrichtung des Friedhofs im Jahr 1819 wahrscheinlich macht. “ Außerdem wird angegeben, dass „der einzige Grabstein, der Anfang des 20. Jahrhunderts vorhanden war, 1948 verschwunden ist“.